# Троянчук Руслан Юрійович
Руслан Юрійович Троянчу́к  — старший сержант, Збройних сил України, учасник російсько-української війни, що відзначився під час російського вторгнення в Україну в 2022 році.
Брав участь у бойових діях у ході АТО на сході України в складі 16-го окремого мотопіхотного батальйону «Полтава» (в/ч А4590) 58-ї окремої мотопіхотної бригади імені гетьмана Івана Виговського на посаді помічника гранатометника.

## Нагороди
- орден «За мужність» III ступеня (2022) — за особисту мужність і самовіддані дії, виявлені у захисті державного суверенітету та територіальної цілісності України, вірність військовій присязі[1].
- медаль «За військову службу Україні» (2017) — особисту мужність, виявлену у захисті державного суверенітету та територіальної цілісності України, самовіддане виконання військового обов'язку.